# Les Oiseaux de Matisse
Les Oiseaux de Matisse ist ein Jazzalbum der Gruppe Axis um Ron Caines und Martin Archer. Die im Mai und Juni 2018 in den Chairworks Studios, Castleford entstandenen Aufnahmen erschienen am 2. September 2018 auf dem Label Martin Archers Label Discus.

## Hintergrund
Der Saxophonist Ron Caines (* 1944) war ein fester Bestandteil der britischen Canterbury-Prog-Rock-Band East of Eden. Die Gruppe entstand am Ende der 1960er-Jahre und festigte sich in dieser Periode [mit Singles wie „King of Siam“, „Jig A Jig“ und „Northern Hemisphere“] einen Platz in der englischen Popkultur, notierte Nic Jones. Bis auf ein Album mit der Band Broken Star (Liebezeit, 2021) hatte Caines seitdem selten aufgenommen.
Für ihr gemeinsames Album Les Oiseaux de Matisse schrieben Caines und Archer jeweils eigene Kompositionen; hinzu kam „Various & Diverse“, das Caines mit Keith Tippett geschrieben hatte, in dessen Band „Ark“ Caines in den 1980er-Jahren spielte. Mit den Alben Dream Feathers (2020) und Port of Saints (2022) setzten Ron Caines und Martin Archer ihre Zusammenarbeit fort.

## Titelliste
- Ron Caines / Martin Archer Axis: Les Oiseaux de Matisse (Discus 72CD)[2]

1. Haptic Space #1 (Caines) 5:28
2. Labyrinth (Caines) 4:35
3. Les Oiseaux de Matisse (Archer) 8:35
4. Nymphzurück (Archer) 12:46
5. Various & Diverse (Keith Tippett, Caines) 9:49
6. Triangulation (Archer) 5:43
7. Heavy Loaded Trane (Caines) 7:52
8. The News from Nowhere / Mazeep (Archer, Caines) 15:14
9. Haptic Space #2 (Caines) 6:50

## Rezeption
Nach Ansicht von Glenn Astarita, der das Album in All About Jazz rezensierte, ist das Überraschungsmoment ein wiederkehrendes Element in den Produktionen Martin Archers. Hier würde er gemeinsam mit dem Saxophonisten Ron Caines ein Septett auf eine multidimensionale, jazzige Weise inmitten durch farbenfrohe Texturen, pulsierende freie Spielformen, urige Kuriositäten und andere fesselnder Attribute führen. Das Album schreite mit einem unterschwelligen Sinn für Experimentierfreude voran, ein bisschen wie ein Soundtrack, vielleicht ein Avantgarde-Streifen. Aber mit genügend [Klang-]Experimenten, um die hochmodernen Jazzpassagen auszugleichen, in denen die Musiker die Geräusche der Natur nachahmen, sich in seltsame Szenarien vertiefen oder mit intensiven und temporeichen freien Dialogen die Jams raushauen.
Wenn man sich nicht damit abgefunden habe, keinen belebenden Schuss neuer Musik mehr zu hören, sei dieses nahrhafte Angebot genau das Richtige, meint Nic Jones im Jazz Journal. Auch heute noch stecke der Sinn überdurchschnittlichen Erforschens in der Musik von Caines, und dieses Treffen mit Archer und einer Gruppe Gleichgesinnter habe zu einem Programm geführt, das weitaus frischer sei als viele der wiederverwendeten, immer gleichen alten Ideen, die von sich in Anspruch nehmen würden etwas Neues zu sein.